# دهستان خرم‌رود (تویسرکان)
دهستان خرم‌رود (تویسرکان) نام دهستانی در بخش مرکزی شهرستان تویسرکان، استان همدان در ایران است.در زمان شاه سلیمان صفوی مالک واقعی خرمرود مرحوم ساروخان چلبی فرمانده کل قوای ایران و همچنین حاکم سه ایالت که یکی از ایالت ها همدان بوده است، قلعه ساروخان در روستای اشتران واقع شده است و براساس سرشماری مرکز آمار ایران در سال ۱۳۹۵، جمعیت آن ۸۷۵۱ نفر (۳۲۱۲ خانوار) بوده‌است.
روستاهای دهستان خرم‌رود از جمله وردآوردعلیا و وسطی و سفلی ،کهنوش ، اشتران ، کندر ، ابرلاق علیا و سفلی ، هوش ، سوری ، شأن‌آباد ، ترمیانک ، نجف آباد  ، ابدالان ، گنبله ، قلقل ، حاجی آباد ، سیستانه ، قلعه آستیجان ، تیمیجان و شهرستانه هستند.
و گویش آنها اکثر لک، کرد و لر میباشد.
خرم رو از روخانه ای که از آب های معدنی گنجنامه سرچشمه میگیرد و روستاهای همجوار این رود خانه را منطقه خرم رود مینامند .
منطقه گردش گری قلعه اشتران، خانگرمرز، جاده گنجنامه، کوره کنی، سد خرمرود، رود خانه هایی که بین روستاها هستند، امام زاده طاهرابن علی و زیارت گاهایی همچون  در قلقل و در روستای شان آباد
محصولات طبیعی کشاورزی نیز در این منطقه به صورت فراوان یافت میشود 
محصولاتی همچون: نخود، عدس، انگور، شیره انگور، گیاهان دارویی به دلیل منطقه کوهستانی، گردو، سماق، زردآلو، آلو خشک، سیب های درجه یک، بادم های دیمی فراوان، عسل های طبیعی، روغن حیوانی، لبنیات و محصولات دام و طیور 

## مردم
مردم این دهستان به زبان لری سخن می گویند.